# Jakub Lubomirski
Jakub Lubomirski, Jakub z Lubomierza herbu Drużyna (zm. w 1519 roku) – administrator starostwa krakowskiego w 1515 roku, sędzia krakowski w latach 1506–1519, pisarz grodzki krakowski w 1505 roku, sędzia grodzki krakowski, podstarości krakowski w 1491 roku.
Poseł na sejm piotrkowski 1504 roku, sejm radomski 1505 roku i sejm koronacyjny 1507 roku, na sejm piotrkowski 1512 roku z województwa krakowskiego.